# Eliášovka (Ľubovnianská vrchovina)
Eliášovka (polsky Eliaszówka, 1023 m n. m.) je nejvyšším bodem Ľubovnianské vrchoviny. Nachází se nad vsí Litmanová asi 11 km severoseverozápadně od Staré Ľubovni přímo na polsko-slovenské státní hranici. Slovenská část leží na území okresu Stará Ľubovňa (Prešovský kraj), polská v okrese Nowy Sącz (Malopolské vojvodství). Na jihozápadním úbočí hory leží řeckokatolické poutní místo Zvir.

## Přístup
- po zelené  značce z města Piwniczna-Zdrój nebo ze sedla Przełęcz Gromadzka